# Радушненська селищна рада
Раду́шненська се́лищна ра́да — орган місцевого самоврядування у Криворізькому районі Дніпропетровської області. Адміністративний центр — селище міського типу Радушне.

## Загальні відомості
- Населення ради: 3 366 осіб (станом на 2001 рік)

## Населені пункти
Селищній раді підпорядковані населені пункти:
- смт Радушне

## Склад ради
Рада складається з 24 депутатів та голови.
- Голова ради: Бондаренко Олександр Вікторович
- Секретар ради: Сусєдко Світлана Василівна

### Керівний склад попередніх скликань
| Прізвище, ім'я, по батькові     | Основні відомості                                                        | Дата обрання | Дата звільнення |
| ------------------------------- | ------------------------------------------------------------------------ | ------------ | --------------- |
| Бондаренко Олександр Вікторович | Селищний голова, 1963 року народження, освіта вища, член Народної партії | 26.03.2006   | 31.10.2010      |
| Бондаренко Олександр Вікторович | Селищний голова, 1963 року народження, освіта вища, член Партії регіонів | 31.10.2010   |                 |

Примітка: таблиця складена за даними сайту Верховної Ради України

### Депутати
За результатами місцевих виборів 2010 року депутатами ради стали:

#### За суб'єктами висування
| Суб'єкт висування                                       | Кількість обраних депутатів | %    |
| ------------------------------------------------------- | --------------------------- | ---- |
| Партія регіонів                                         | 20                          | 83,3 |
| Самовисування                                           | 3                           | 12,5 |
| Політична партія Всеукраїнське об'єднання «Батьківщина» | 1                           | 4,2  |

#### За округами
| № округу                                                | Прізвище, ім'я, по батькові    | Дата визнання обраним | Освіта  | Партійна приналежність                        | Відомості про обраного депутата                                                       |
| ------------------------------------------------------- | ------------------------------ | --------------------- | ------- | --------------------------------------------- | ------------------------------------------------------------------------------------- |
| Партія регіонів                                         |                                |                       |         |                                               |                                                                                       |
| 1                                                       | Бєлько Світлана Володимирівна  | 02.11.2010            | середня | член Партії регіонів                          | приватний підприємець «Бондаренко О. В.», продавець                                   |
| 2                                                       | Павлюк Галина Петрівна         | 02.11.2010            | вища    | член Партії регіонів                          | Радушненська загальноосвітня школа, вчитель                                           |
| 4                                                       | Білінок Наталя Володимирівна   | 02.11.2010            | вища    | член Партії регіонів                          | тимчасово не працює                                                                   |
| 5                                                       | Козакова Віра Василівна        | 02.11.2010            | середня | член Партії регіонів                          | ВАТ «Ощадбанк», касир контролер                                                       |
| 6                                                       | Коваленко Григорій Васильович  | 02.11.2010            | середня | член Партії регіонів                          | приватний підприємець                                                                 |
| 7                                                       | Оплачко Наталя Вікторівна      | 02.11.2010            | середня | член Партії регіонів                          | пенсіонер                                                                             |
| 8                                                       | Гончарова Світлана Анатоліївна | 02.11.2010            | середня | член Партії регіонів                          | Радушненська амбулаторія загальної практики — сімейної медицини, медичний регістратор |
| 9                                                       | Тартиця Варвара Вікторівна     | 02.11.2010            | середня | член Партії регіонів                          | Криворізькі районні електромережі, спеціаліст                                         |
| 10                                                      | Сердюк Тетяна Володимирівна    | 02.11.2010            | середня | член Партії регіонів                          | Радушненська селищна рада, старший інспектор ВОС                                      |
| 11                                                      | Сусєдко Світлана Василівна     | 02.11.2010            | середня | член Партії регіонів                          | Радушненська селищна рада, секретар                                                   |
| 12                                                      | Оплачко Людмила Володимирівна  | 02.11.2010            | середня | член Партії регіонів                          | тимчасово не працює                                                                   |
| 14                                                      | Прімізєнкін Микола Сергійович  | 02.11.2010            | середня | член Партії регіонів                          | тимчасово не працює                                                                   |
| 15                                                      | Котик Володимир Якимович       | 02.11.2010            | вища    | член Партії регіонів                          | підстанція «Південна-330» магістральних електромереж, охоронець                       |
| 16                                                      | Чумак Вадим Юрійович           | 02.11.2010            | вища    | член Партії регіонів                          | ДП «Кривбаспромводопостачання», електромонтер                                         |
| 19                                                      | Крупеня Леонід Володимирович   | 02.11.2010            | середня | член Партії регіонів                          | приватний підприємець                                                                 |
| 20                                                      | Невесела Наталія Іванівна      | 02.11.2010            | середня | член Партії регіонів                          | дошкільний навчальний заклад «Ромашка», старша медична сестра                         |
| 21                                                      | Власенко Наталя Юріївна        | 02.11.2010            | вища    | член Партії регіонів                          | дошкільний навчальний заклад «Ромашка», завідувачка                                   |
| 22                                                      | Чаріков Володимир Васильович   | 02.11.2010            | середня | член Партії регіонів                          | приватний підприємець                                                                 |
| 23                                                      | Герасименко Наталія Василівна  | 02.11.2010            | середня | член Партії регіонів                          | Радушненська селищна рада, землевпорядник                                             |
| 24                                                      | Лещенко Олександр Сергійович   | 02.11.2010            | середня | член Партії регіонів                          | приватний підприємець                                                                 |
| Політична партія Всеукраїнське об'єднання «Батьківщина» |                                |                       |         |                                               |                                                                                       |
| 18                                                      | Бражко Сергій Іванович         | 02.11.2010            | вища    | член Всеукраїнського об'єднання «Батьківщина» | СВА «Саланг», юрисконсульт                                                            |
| Самовисування                                           |                                |                       |         |                                               |                                                                                       |
| 3                                                       | Киливник Володимир Тихонович   | 02.11.2010            | середня | позапартійний                                 | Криворізький ЛВУМГ, лінійний трубопровідник                                           |
| 13                                                      | Дмитренко Віктор Вікторович    | 02.11.2010            | вища    | позапартійний                                 | Криворізький РВУМВС, інспектор сектору кадрового забезпечення                         |
| 17                                                      | Січкаренко Людмила Миколаївна  | 02.11.2010            | вища    | позапартійна                                  | Радушненська загальноосвітня школа, директор школи                                    |